# نظام شبه برلماني
| أنظمة الحكم الجمهورية: |
| جمهوريات رئاسية برئاسة تنفيذية منفصلة عن الهيئة التشريعية جمهوريات شبه رئاسية برئاسة تنفيذية ورئيس منفصل للحكومة يقود بقية السلطة التنفيذية، والذي يُعينه الرئيس ويكون مسؤولاً أمام الهيئة التشريعية جمهوريات برلمانية ذات رئيس شرفي وغير تنفيذي، وفيها يقود رئيس الحكومة السلطة التنفيذية ويعتمد على ثقة المجلس التشريعي جمهوريات يُنتخب أو يُسمى فيها رئيس للدولة وللحكومة من قبل الهيئة التشريعية وقد يخضع أو لا يخضع لثقة البرلمان جمهورية مستقلة عن المجلس، وفيها يكون فيها الرئيس أو حكومة المديرين على رأس الحكومة وتنتخبه الهيئة التشريعية، ولكنه مستقل عنها وغير مسؤول أمامها جمهورية ثِيُقراطية، وفيها يتمتع المرشد الأعلى بسلطة تنفيذية وتشريعية كبيرة |

| أنظمة الحكم الملكية: |
| ملكيات دستورية، مع عاهل شرفي وغير تنفيذي، وفيها يقود رئيس منفصل للحكومة السلطة التنفيذية ملكيات شبه دستورية، مع عاهل يتمتع بسلطة تنفيذية أو تشريعية كبيرة ملكيات مطلقة، وفيها تكون السلطة بيد العاهل |

| دول الحزب الواحد (جمهوريات من حيث المبدأ) دول ذات نظام المجلس العسكري: لجنة من القادة العسكريين تسيطر على الحكومة، دول عُلقت فيها الأحكام الدستورية الخاصة بالحكومة دول ذات حكومة مؤقتة: لا يوجد أي أساس دستوري محدد لأنظمتها الحالية الأقاليم التابعة أو الأماكن التي لا توجد بها حكومات |

نظام شبه برلماني (يُوصف أيضًا بالنظام البرلماني الجديد أو نظام جديد برئاسة الوزراء) هو تصنيف لأنظمة الحكم التي اقترحها موريس دوفرجير، والتي ينتخب فيها المواطنون مباشرة السلطة التشريعية ورئيس الوزراء في نفس الوقت، مع قانون انتخابي يضمن وجود أغلبية برلمانية لرئيس الوزراء المنتخب. وكما هو الحال في النظام البرلماني، فإن رئيس الوزراء مسؤول أمام المجلس التشريعي ويمكن رفضه من قِبلِه؛ وهذا على الرغم من ذلك يؤدي فعليًا إلى إجراء انتخابات مبكرة لكل من رئيس الوزراء والهيئة التشريعية.
مثل الأنظمة شبه الرئاسيّة، تُشكِّل الأنظمة شبه البرلمانية شكلاً قويًا من الأنظمة البرلمانية. بالرغم من أنه لا توجد دول ذات نظام شبه برلماني في العالم. ولكن ومع ذلك، يتم استخدام نظام شبه برلماني في المدن والبلدات الإسرائيلية والإيطالية لانتخاب العُمد والمجالس. وعلى مستوى البلدان العربية، فكانت جمهورية تونس على وشك الاعتماد على نظام شبه برلماني للبلاد وذلك من خلال مقترحات اليوم التاسع من مشاورات تعديل الدستور سنة 2014، إلى أن تم الاعتماد على نظام جمهوري برلماني وشبه رئاسي معًا.

## آلية العمل
الأنظمة البرلمانية نشأت من الأنظمة الملكية الدستورية، حيث كانت الحكومة مسؤولة بشكل جزئي أمام البرلمان والملك؛ بعد ذلك كانت تعددية آراء الجمعيات المنتخبة متوازنة بتوجيه من الملك. بمرور الوقت، أصبحت سلطة الملوك الوراثيين تُفهم على أنها غير قابلة للديمومة في الديمقراطية، مما أدى إلى تحول العديد من الملكيات الدستورية إلى جمهوريات برلمانية، وهكذا تم تأسيس البرلمان كمؤسسة مهيمنة.
في اقتراحه لعام 1956، اقترح موريس دوفيرغير أن فرنسا يمكن أن تحقق استقرار الحكومة عن طريق إجراء انتخابات مباشرة لرئيس الوزراء، والتي كانت ستجري في نفس وقت الانتخابات التشريعية، عن طريق ورقة اقتراع منفصلة. لا بد أن يكون رئيس الوزراء والأغلبية البرلمانية المؤيدة له غير منفصلين طوال مدة المجلس التشريعي؛ في حالة التصويت على حجب الثقة أو الاستقالة القسرية أو حل البرلمان، سيتم إجراء انتخابات مبكّرة لكل من المجلس الوطني، الجمعية، ورئيس الوزراء.
لن يكون الانتخاب المباشر لرئيس الوزراء وحده كافيًا لضمان استقرار الحكومة؛ ينبغي استخدام جولة ثانية من الانتخابات بحيث يمكن السماح للناخبين بالتعبير عن تفضيلاتهم الأيديولوجية في الجولة الأولى، وتحديد الأغلبية في الجولة الثانية. بعد ذلك، سيوفر القانون الانتخابي لرئيس الوزراء أغلبية برلمانية.
تحت حكم شارل ديجول، تبنت فرنسا ترشيدًا مختلفًا لحكومة برلمانية يُدعى نظام شبه رئاسي. وهكذا بقي اقتراح دوفيرجر دون اسم حتى وصفه عالم السياسة الفرنسيّة بأنه نظام «شبه برلماني» في عام 1996.

### الخصائص الرئيسية
- يتم انتخاب الهيئة التشريعية ورئيس الحكومة في وقت واحد من قبل الشعب.
- قد يوجد رئيس دولة منفصل مع وظائف رسمية (كما هو الحال في معظم الأنظمة البرلمانية).
- للهيئة التشريعية سلطة إقالة رئيس الحكومة بتصويت حجب الثقة (كما هو الحال في النظام البرلماني).
- تتطابق مدة السلطة التشريعية ورئيس الحكومة: إذا استقال رئيس الحكومة أو تم فصله من قبل السلطة التشريعية، يتم حل السلطة التشريعية تلقائيًا.
- قد يكفل القانون الانتخابي حصول الأحزاب الداعمة لرئيس الحكومة المنتخبة مباشرة على أغلبية المقاعد في الهيئة التشريعية.

## أمثلة

### الإدارات المحلية الإيطالية
في عام 1993، اعتمدت إيطاليا قانون انتخابي جديد يعرض الانتخاب المباشر لرؤساء البلديات، بالاشتراك مع مجالس البلديات. في ورقة اقتراع واحدة، يمكن للناخب التعبير عن صوتين، واحد للعمدة، والآخر للمجلس. ينتخب العمدة بنظام ثنائي الجولة؛ في الجولة الأولى، يتم انتخاب المرشح الذي يحصل على الأغلبية المطلقة من الأصوات؛ إذا لم يحصل أي مرشح على أغلبية مطلقة، يتم عقد جولة ثانية بين المرشحين البارزين. يتم انتخاب المجالس بتمثيل شبه نسبي: يتلقى الحزب أو الائتلاف المرتبط برئيس البلدية المنتخب 60٪ على الأقل من المقاعد، بينما يتم تخصيص المقاعد الأخرى للأحزاب الأخرى بشكل نسبي. وهذا يضمن وجود أغلبية عاملة للعمدة؛ يمكن للمجلس أن يزيل رئيس البلدية بأغلبية مطلقة، ولكنه في هذه الحالة يتسبب أيضًا في حلها وإجراء انتخابات مبكرة.
في عام 1999، أُدخِل الإصلاح الدستوري إلى الانتخابات المباشرة للرؤساء الإقليميين، الذين ترتبط فترة ولايتهم بالمجالس الإقليمية بقدر كبير كما هو الحال بالنسبة لرؤساء البلديات والمجالس البلدية.

## الأنظمة ذات الصلة
- تمكنت العديد من الديمقراطيات البرلمانية من زيادة سلطة رئيس الحكومة دون اللجوء إلى الانتخابات المباشرة، عادة عن طريق الجمع بين نظام انتخابي انتقائي مع صلاحيات دستورية إضافية لرئيس الوزراء. على سبيل المثال، في ألمانيا، أدى وجود نظام حزبي بسيط بما فيه الكفاية، إلى جانب التصويت البنّاء لحجب الثقة وإمكانية أن يطالب المستشار الفيدرالي بحل البوندستاغ في حالة الهزيمة في التصويت.
- في إسبانيا، أدى وجود قانون انتخابي انتقائي أنتج أغلبيات برلمانية أحادية الحزب لعدة عقود إلى انتخابات مباشرة لرئيس الوزراء (أي زعيم حزب الأغلبية)، الذي يتمتع أيضًا بالسلطة الدستورية لحل البرلمان.
- يستند قانون الانتخابات الإيطالي المعتمد في عام 2015 على نظام من جولتين يمنح الطرف الفائز مكافأة أغلبية بنسبة 54٪ من مقاعد مجلس النواب. جنبا إلى جنب مع الإصلاح الدستوري المقترح الذي كان من شأنه أن يزيل سلطة المجلس الأعلى لإقالة الحكومات، كان من شأن هذا أيضا أن يكون قد أدخل انتخابات مباشرة لرئيس الوزراء، مما جعل شكل الحكومة أقرب إلى نظام «شبه برلماني».
- بعد إجراء استفتاء عام 2015، تم إصلاح دستور أرمينيا، وتحويل البلاد من نظام شبه رئاسي إلى نظام برلماني. يتطلب الدستور المعدّل أن يضمن القانون الانتخابي للجمعية الوطنية، الذي ينبغي أن يقوم على أساس التمثيل النسبي. في حال استخدام انتخابات عامة، وإذا لم يحصل أي ائتلاف حزبي على أغلبية الأصوات الصحيحة، تُعقد جولة ثانية بين القوتين السياسيتين اللتين حصلتا على أعلى النتائج في الجولة الأولى؛ الفائز يحصل على 54٪ من المقاعد. على الرغم من أن هذا قد يؤدي إلى انتخابات مباشرة لرئيس الوزراء، إلا أن مدة السلطة التشريعية والحكومة لا تتشابك، كما هو مطلوب في جمهورية «شبه برلمانية».